# Симон Мариус
Симон Мариус (на латински: Simon Marius) е германски астроном, математик, лекар и издател на календари, изследвал Юпитер и неговите спътници.

## Биография
Роден е на 20 януари 1573 година в Гунценхаузен, близо до Нюрнберг, в семейството на Райнхард Мариус и Елизабет. Прекарва по-голямата част от живота си в град Ансбах. Решаващо за образованието му е неговото пеене, което е чуто от маркграф Георг Фридрих. Регентът го харесва и през 1586 г. го взима в графското училище в Хайлброн, което Мариус посещава до 1601 и е неговият най-известен ученик. От 1606 до смъртта си е дворцов математик в Ансбах.
През 1606 се жени за Фелицитас Лауер, дъщеря на печатаря му в Нюрнберг Ханс Лауер (1560 – 1641), от която има пет дъщери и двама сина.
През 1614 публикува Mundus Iovialis, с който описва Юпитер и спътниците му и заявява, че е открил четирите големи спътника на Юпитер няколко дни преди Галилео Галилей, заради което Галилей го обвинява в плагиатство. Днес е ясно, че Мариус е открил спътниците на Юпитер напълно независимо от Галилей и че неговите наблюдения са частично по-точни.
Още по време на неговия живот е било безспорно, че той е първият европеец, описал мъглявината в Андромеда, която всъщност е била позната на арабските астрономи още от Средновековието.
Въпреки че Мариус знае за най-важните астрономически открития от началото на 17 век, той заема позиция срещу хелиоцентричното учение и фаворизира мирогледа на Тихо Брахе. Той твърди, че собственият му мироглед е изработен независимо от Брахе, след като през зимата между 1595 и 1596 прочита за първи път Коперник.
Умира на 26 декември 1624 година в Ансбах на 51-годишна възраст.

## Творби
- Mundus Iovialis anno MDCIX Detectus Ope Perspicilli Belgici (Die Welt des Jupiter, 1609 mit dem flämischen Teleskop entdeckt; Lateinisches Faksimile und deutsche Übersetzung; Hrsg. und bearb. von Joachim Schlör. Naturwiss. begleitet und mit einem Nachw. vers. von Alois Wilder), 1614